# Quyền công dân Liên minh châu Âu
   Spanish passport      
Quyền công dân Liên minh châu Âu được hiệp ước Maastricht đề xuất. Công dân EU là sự bổ sung cho công dân của các quốc gia có chủ quyền, như quyền bầu các thành viên của Nghị viện châu Âu, được tự do di cư, sống và làm việc trong EU và được các quốc gia thành viên EU bảo vệ.

## Lịch sử
Khái niệm quốc tịch châu Âu được thành lập bởi Hiệp ước Maastricht và được sửa đổi bằng việc mở rộng Hiệp ước Amsterdam sau đó. Trước khi Hiệp ước Maastricht được ký năm 1992, Hiệp ước Cộng đồng châu Âu đã bảo đảm sự di chuyển tự do của các dân số hoạt động kinh tế. Hiệp định Paris (1951) đã thành lập Cộng đồng Than Thép châu Âu, cho phép công nhân di chuyển tự do giữa các quốc gia. Các hiệp ước Roma, sau đó được ký kết vào năm 1957, đảm bảo dòng công nhân và dịch vụ miễn phí.
Đồng thời, Tòa án Công lý Châu Âu giải thích rằng các quy định của hiệp ước không chỉ có mục tiêu kinh tế hẹp, mà còn có mục đích xã hội rộng lớn. Tại Levin, Nghị viện châu Âu nhận thấy rằng điều rất quan trọng là có thể ra ngoài làm việc tự do, không chỉ vì lợi ích của một thị trường duy nhất cho một quốc gia thành viên, mà còn cho người lao động để cải thiện chất lượng cuộc sống của họ. Theo luật án lệ của Tòa án Công lý Châu Âu, quyền của người lao động tự do di chuyển không liên quan gì đến mục đích công việc của họ ở nước ngoài. Không quan trọng việc người lao động làm việc toàn thời gian hay bán thời gian, hoặc việc di cư của anh ta có được tài trợ bởi nhà nước hay không. Vì Tòa án Công lý Châu Âu đã hỗ trợ người nhận dịch vụ có quyền tự do đi lại (rất dễ đáp ứng các tiêu chuẩn do hiệp ước đặt ra). Kết quả là, ngay cả trước Hiệp ước Maastricht, mọi đồng minh hiệu quả, bất kể hoạt động kinh tế của họ, không được phân biệt đối xử với họ theo Điều 12 của Hiệp ước.
Tòa án Công lý Châu Âu cho rằng việc công nhận công dân châu Âu đảm bảo quyền thực chất của công dân được tự do di chuyển trong các khu vực không có luật liên bang.

## Quyền được công bố
Trong lịch sử, lợi thế của việc trở thành công dân châu Âu là tự do di cư. Khu vực này bao gồm Khu vực kinh tế châu Âu và lãnh thổ Thụy Sĩ. Với sự xác nhận của công dân EU, một số quyền chính trị cũng đã xuất hiện. Hiệp ước cơ bản của Liên minh Châu Âu cung cấp cho công dân quyền trực tiếp tham gia vào đời sống dân chủ của Liên minh và Hồi giáo đại diện cho cấp liên minh trực tiếp trong Nghị viện Châu Âu. Cụ thể, các quyền sau được đảm bảo:
- Quyền chính trị
  - Bỏ phiếu trong các cuộc bầu cử ở châu Âu: Ở bất kỳ quốc gia thành viên EU nào, hãy tận hưởng quyền bỏ phiếu tại Nghị viện châu Âu và là ứng cử viên cho Nghị viện châu Âu (Điều 22)
  - Bỏ phiếu trong các cuộc bầu cử địa phương: ở bất kỳ quốc gia thành viên EU nào, đều có quyền bỏ phiếu và quyền được bầu (sđd.)
  - Truy cập vào các tài liệu của chính phủ châu Âu: quyền đọc tài liệu từ Nghị viện châu Âu, Hội đồng châu Âu, Ủy ban châu Âu (Điều 15)
  - Kiến nghị và giám sát viên của Nghị viện: có quyền đối với Nghị viện châu Âu, có quyền yêu cầu giám sát của châu Âu tập trung vào một số tổ chức quản lý kém (Điều 24)
  - Quyền ngôn ngữ: Có quyền nộp đơn vào Nghị viện châu Âu bằng bất kỳ ngôn ngữ nào của Liên minh và nhận phản hồi bằng cùng một ngôn ngữ. (sđd.)
  - Quyền lưu lượng miễn phí
  - Quyền tự do đi lại và cư trú: quyền tự do đi lại và cư trú trong EU và quyền làm việc trong bất kỳ tổ chức nào (bao gồm cả công chức quốc gia) (nghệ thuật 21)
  - Phân biệt đối xử với quốc tịch: quyền được phân biệt đối xử trên cơ sở quốc tịch trong phạm vi thỏa thuận (Điều 18)

Quyền ở nước ngoài
- - Bảo vệ lãnh sự: nếu không có lãnh sự quán quốc gia tại một quốc gia không phải là thành viên EU, thì có quyền được bảo vệ bởi các thành viên lãnh sự của bất kỳ quốc gia thành viên EU nào (Điều 23)